# Židovský hřbitov v Humpolci
Židovský hřbitov v Humpolci se nachází zhruba 900 metrů východně od centra města Humpolec, okres Pelhřimov a je přístupný po polní cestě odbočující z ulice Podhrad, na zeleně značené turistické stezce ke hradu Orlíku. Založen byl v roce 1716 a během své existence byl dvakrát rozšířen v 19. století, díky čemuž se dnes rozkládá na ploše 3658 m2.
Čítá asi 1000 náhrobních kamenů, z nichž nejstarší dochované pochází z první poloviny 18. století. Podoba náhrobních kamenů byla ovlivněna východočeským sepulkrálním umění, díky čemuž se jednotlivé stély nápadné výraznou symbolikou a asymetrickými tvary. Mezi nejcennější patří stély barokní a klasicistní. U starších hrobů jsou nápisy hebrejsky, u mladších pak německy a česky. Hřbitov sloužil pro široké okolí a jsou zde pohřbeni například prarodiče a strýc hudebního skladatele Gustava Mahlera nebo děd a strýcové spisovatele Franze Kafky. Poslední pohřeb zde proběhl v roce 1942.
Hřbitov byl poničen během druhé světové války, po níž byl neudržován a poškozován vandaly. Od roku 1958 je hřbitov státem veden jako památka, od roku 1994 je chráněn jako významný krajinný prvek a koncem 20. století proběhla jeho rekonstrukce. Je ve vlastnictví Židovské obce v Praze a má vlastního správce. Vlastní hřbitov ohraničuje vysoká zeď a je uzamčen.
V areálu hřbitova se nachází prostá obřadní síň s pamětní deskou věnovanou obětem holocaustu.